# Grigny, Essonne
Grigny är en kommun i departementet Essonne i regionen Île-de-France i norra Frankrike. Kommunen ligger i kantonen Grigny som tillhör arrondissementet Évry. År 2022 hade Grigny 26 500 invånare.

## Befolkningsutveckling
Antalet invånare i kommunen Grigny
| Referens: INSEE |